# زرتشت در منابع باستانی
زرتشت در منابع باستانی به متن‌های باستانی‌ای که به زرتشت و دین او پرداخته‌اند، اشاره دارد.

## دینکرد
دینکرد به معنی اعمال، در اصل مشتمل بر نه کتاب بوده است. بخشی از کتاب پنجم دینکرد شامل شرح زندگانی زردشت است.

## رساله زوستریانوس
در کتب کشف شده در نجع حمادی به سال ۱۹۴۵ رساله کاملی به زبان قبطی تحت عنوان زوستریانوس کشف شد. توضیح محتوای این کتاب به صورت رمزی در سه جمله خلاصه شده بود: «کلمات حقیقت زوستریانوس، خدای حقیقت، کلمات زرتشت» البته محتوای این کتاب بیشتر گنوسی و نامرتبط با زرتشتی اعلام شده است.